# Paweł Nakonieczny
Paweł Krzysztof Nakonieczny (ur. 23 czerwca 1964 w Puławach) – polski samorządowiec, przedsiębiorca i prawnik, w latach 2014–2018 członek zarządu województwa lubelskiego V kadencji, wieloletni przewodniczący rady powiatu puławskiego.

## Życiorys
Syn Jana i Janiny. W grudniu 1981 aresztowany w związku z udziałem w protestach antykomunistycznych, później został uniewinniony. W 1985 skazany przez Kolegium Karno-Administracyjne w Warszawie na 2 miesiące aresztu w zawieszeniu na 10 miesięcy w związku ze wznoszeniem okrzyków. Ukończył I Liceum Ogólnokształcące im. A.J. ks. Czartoryskiego w Puławach, a w 1990 studia prawnicze na Uniwersytecie Warszawskim. W okresie nauki szkolnej zaangażowany w niezależne harcerstwo, następnie działacz Niezależnego Zrzeszenia Studentów. Wykonywał zawód doradcy podatkowego, w latach 1993–2010 prowadził własną działalność gospodarczą w ramach kancelarii prawno-podatkowej.
W latach 1988–2006 należał do Unii Polityki Realnej, w 2010 wstąpił do Platformy Obywatelskiej, kierował jej strukturami w powiecie puławskim. W 2002, 2006 (z listy lokalnego komitetu), 2010 i 2014 (z ramienia PO) wybierany do rady powiatu puławskiego. W latach 2002–2010 pełnił funkcję jej przewodniczącego, następnie do 2014 pozostawał wicestarostą puławskim (odpowiedzialnym za sprawy edukacji, geodezji i nieruchomości). 1 grudnia 2014 powołany na członka zarządu województwa lubelskiego. Zakończył pełnienie funkcji wraz z całym zarządem 21 listopada 2018. W 2018 bez powodzenia kandydował do sejmiku lubelskiego, w 2024 powrócił do rady powiatu i ponownie został jej przewodniczącym. Bez powodzenia kandydował do Sejmu w 2019 i 2023, a w 2015 do Senatu w okręgu nr 14 (zajął 2. miejsce z 23,43% głosów).

## Życie prywatne
Żonaty, ma troje dzieci. Jego ojciec Jan był gleboznawcą i działaczem „Solidarności”, w działalność opozycyjną zaangażował się także jego brat Grzegorz (później wiceprezydent Puław).